# Exército do Irã
O Exército do Irã (português brasileiro) ou Exército do Irão (português europeu) (em persa: ارتش, Artesh‎) é o ramo terrestre das Forças Armadas do Irã. É um dos maiores exércitos do Oriente Médio, com cerca de 350 000 militares (220 000 recrutas e 130 000 profissionais), além de cerca de 350 000 reservistas num total de 700 000 soldados.
Além do exército (Artesh), o Irã também mantém a Guarda Revolucionária Islâmica (IRGC), uma força militar independente criada após a Revolução Islâmica de 1979. A Guarda Revolucionária tem a tarefa de salvaguardar os fundamentos ideológicos da República Islâmica e defender o regime contra ameaças internas e externas. Opera suas próprias unidades terrestres, navais e aéreas, bem como a Força Quds de elite, responsável por operações extraterritoriais. A IRGC funciona de forma independentemente e frequentemente detém influência significativa em assuntos estratégicos, de segurança e econômicos do país.

## Missões e desdobramentos

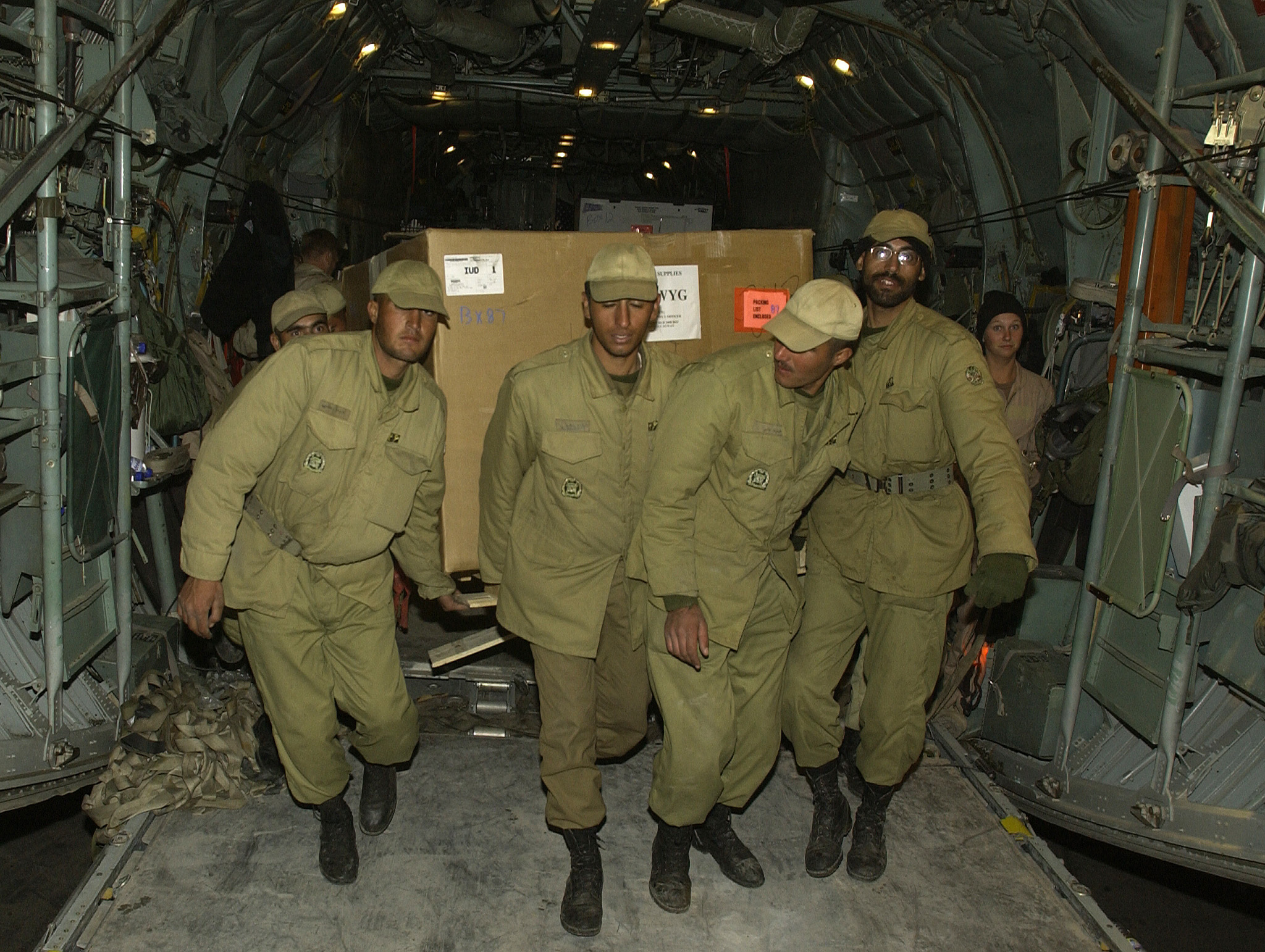
Soldados da Força Terrestre carregando suprimentos médicos para o terremoto de Bam em 2003

O exército iraniano lutou contra duas grandes invasões nos tempos contemporâneos. A invasão de 1941 pelos Aliados da Segunda Guerra Mundial resultou em uma derrota decisiva para as forças iranianas, a deposição do Xá do Irã e cinco anos de subsequente ocupação, enquanto a invasão iraquiana de 1980 deu início à Guerra Irã-Iraque, que durou quase oito anos e terminou com o status quo ante bellum. O exército também esteve ativamente envolvido na repressão a rebeliões tribais e separatistas desde a década de 1940, para proteger a integridade territorial do Irã.

## Operações extraterritoriais
De 1972 a 1976, tropas iranianas foram enviadas a Omã para lutar ao lado do Exército Real de Omã contra a Rebelião de Dhofar. Em 1976, um contingente foi enviado ao Paquistão para auxiliar o Exército do Paquistão contra a Insurgência no Baluchistão. Relatos indicam que pessoal iraniano também esteve presente na Guerra do Vietnã.
Em 2016, membros das forças especiais do Irã foram enviados para lutar na guerra civil síria.

## Missões internacionais de paz
O Exército Iraniano participou das missões de manutenção da paz das Nações Unidas na década de 1970, enviando um batalhão para substituir as forças peruanas nas Colinas de Golã como parte da Força de Observação do Desengajamento das Nações Unidas. Após a invasão israelense do Líbano, a maior parte das forças fez parte da Força Interina das Nações Unidas no Líbano até o final de 1978. Substituídos por forças finlandesas, os pacificadores iranianos foram retirados em 1979 após a revolução islâmica.
Em 1993, o Exército Iraniano reestabeleceu suas unidades profissionais de manutenção da paz e declarou que estão prontas para serem despachadas sob a diretriz da ONU. Desde então, o Irã enviou forças para a Missão das Nações Unidas na Etiópia e Eritreia em 2003 e para a Missão da União Africana em Darfur em 2012.[carece de fontes?]
A divisão marítima do Exército Iraniano lançou várias missões para combater a pirataria na costa da Somália, assegurando a libertação de marinheiros de vários outros países.

### Missões de ajuda
O Exército Iraniano desdobrou forças para ajudar as sociedades Leão Vermelho e Sol e Crescente Vermelho em missões de resgate e socorro após desastres naturais domésticos, incluindo limpeza de estradas, restabelecimento de comunicações, fornecimento de bens, transporte aéreo de equipamentos, transporte de feridos e pessoal, além de montar hospitais de campanha e centros de atendimento pós-hospitalar.

### Missões futuras

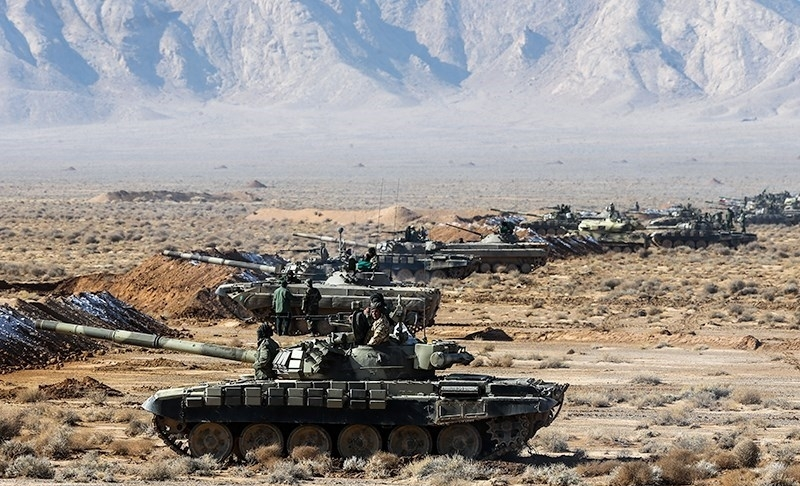
Blindados do exército iraniano.

Em 2021, o Exército Iraniano anunciou que lançará um satélite no espaço.